# 공방살 화녀
"공방살 화녀"는 1988년에 개봉한 대한민국의 영화이다.

## 캐스팅
- 곽은경 : 탄실 역
- 김추련 : 만수 역
- 정세혁 : 치삼 역
- 상일환 : 맹구 역
- 윤일주 : 최 진사 역
- 안진수 : 강 의원 역
- 문미봉 : 신씨 역
- 오영화 : 옥심 역
- 천지현 : 곱단네 역
- 이숙희 : 오월네 역
- 이명화 : 윤복 역
- 유명순 : 노파 역
- 이영호 : 당숙 역
- 박인순 : 무던네 역
- 이경려 : 선비 역
- 이일용 : 선비 역
- 홍기영 : 선비 역
- 박병호 : 선비 역